# Буди-Ауґустовські
Буди-Ауґустовські (пол. Budy Augustowskie) — село в Польщі, у гміні Ґрабув-над-Пилицею Козеницького повіту Мазовецького воєводства.
Населення — 105 осіб (2011).
У 1975-1998 роках село належало до Радомського воєводства.

## Демографія
Демографічна структура станом на 31 березня 2011 року:
|          | Загалом | Допрацездатний вік | Працездатний вік | Постпрацездатний вік |
| -------- | ------- | ------------------ | ---------------- | -------------------- |
| Чоловіки | 54      | 21                 | 29               | 4                    |
| Жінки    | 51      | 10                 | 30               | 11                   |
| Разом    | 105     | 31                 | 59               | 15                   |